# Владимир Војводић
Владимир Војводић (Цетиње, 27. фебруар 1930 — Београд, 27. август 2008) је био академик, доктор медицинских наука, универзитетски професор, лекар и санитетски генерал-пуковник.

## Биографија
Рођен је 27. фебруара 1930. године у Цетињу. На Медицинском факултету у Београду дипломирао је 1956. године, где је и докторирао 1964. године.
На Војномедицинској академији у Београду биран је за доцента 1964. године, ванредног професора 1970. и редовног професора 1975. године за предмет Фармакологија и токсикологија. Учествовао је у извођењу последипломске наставе у Војномедицинској академији и медицинским факултетима у Београду, Сарајеву, Љубљани и Загребу и Технолошком факултету у Београду.
Био је заменик начелника Војномедицинске академије од 1978. до 1980. године, а начелник Војномедицинске академије од 1982. до 1988. године. У чин генерал-потпуковника унапређен је 1988. године. Дужност начелника Санитетске управе ЈНА обављао је од 1988. до 1992. године. Последње две године професионалне каријере провео је на дужности помоћника начелника Генералштаба за науку и истраживање. Пензионисан је крајем 1993. године.
Био је председник Удружења токсиколога Југославије, руководилац Комисије за отрове Савезног комитета за здравље и социјалну политику, члан издавачких и уређивачких савета: Војно дело, Pharmaca, NBC Chemical Defence and Technology, Medical Corps International. Као експерт за хемијско оружје, био је представник Југославије у Комитету за разоружање Уједињених нација у Женеви од 1972. до 1982. године. Био је експерт Светске здравствене организације за токсикологију.
Учествовао је са рефератима на многим међународним конгресима и симпозијумима: Солт Лејк Сити, Сан Дијего, Канзас Сити, Торонто, Стокхолм, Умеа, Хелсинки, Москва, Париз, Лион, Брисел, Лондон, Лидс, Единбург, Варшава, Праг, Женева и др.
Његов радни опус покривао је област фармакологије и токсикологије, а посебна област интересовања била му је војна токсикологија и изучавање биолошких ефеката оружја за масовно уништавање, посебно бојних отрова. 
Аутор је више од 400 научних и стручних радова, публикованих у домаћим и иностраним часописима и више монографија, од којих неке, као што је “Токсикологија бојних отрова”, ни до данас нису превазиђене.
Генерал, академик Владимир Војводић био је редовни члан Медицинске академије Српског лекарског друштва, почасни члан Удружења љекара Црне Горе и редовни члан Британског фармаколошког удружења. За ванредног члана Црногорске академије наука и умјетности изабран је 19. новембра 1993. године, а за редовног 6. децембра 1996. године.
Један је од ретких двоструких лауреата награде „22. децембар" 1973. и 1981. године. Добитник је Повеље Српског лекарског друштва за животно дело (1984. године). Носилац је 15 високих домаћих и једног страног одликовања.
Преминуо је 27. августа 2008. године.